# Knox Martin (artista)
Knox Martin (12 de febrero de 1923-15 de mayo de 2022) fue un pintor, escultor, dibujante y muralista estadounidense.

## Biografía
Nació el 12 de febrero de 1923 en Barranquilla, Colombia como el hijo mayor del "Intrépido Aviador Americano" piloto de pruebas y militar William Knox Martin e Isabelle Vieko. Su padre fue artista, poeta y pionero al ser el primero en aventurarse de volar sobre los Andes, pero que falleció 1927 en un accidente automovilístico en Watertown en el estado Nueva York. Posteriormente su viuda y sus tres hijos se mudaron de Salem en Virginia a Nueva York.
Después de servir como soldado durante la Segunda Guerra Mundial, Knox Martin estudió en la Liga de estudiantes de arte de Nueva York de 1946 a 1950 y, en la actualidad, es uno de los miembros más destacados de la New York School -un grupo de artistas y escritores-. Knox Martin vive y trabaja en Nueva York.

## Obra
Knox Martin es conocido por su repertorio de señales y símbolos relativos a la naturaleza y, más concretamente, a la figura femenina. Sus obras son a menudo realizadas a gran escala como, por ejemplo, en el mural al aire libre Woman with bicycle (Mujer en bicicleta, en español), que se encuentra en las calles West Houston y MacDougal de Manhattan.